# Myxophaga
Sous-ordre
Taxons de rang inférieur
- Lepiceroidea
- Sphaeriusoidea
- †Asiocoleoidea
- †Rhombocoleoidea
- †Schizophoroidea

Myxophaga est un sous-ordre d'insectes coleoptères très spécialisés de 80 espèces dans 12 genres.

## Liste des familles
- Hydroscaphidae LeConte, 1874
- Lepiceridae Crowson, 1955
- Sphaeriusidae Erichson, 1845
- Torridincolidae Steffan, 1964